# Strymon franki
Strymon franki är en fjärilsart som beskrevs av William D. Field 1938. Strymon franki ingår i släktet Strymon och familjen juvelvingar. Inga underarter finns listade i Catalogue of Life.